# 本多忠晴
本多 忠晴（ほんだ ただはる）は、江戸時代前期から中期にかけての旗本・大名。陸奥国浅川藩2代藩主、三河国伊保藩主、遠江国相良藩初代藩主。官位は従五位下・弾正少弼。忠以系本多家2代。文武両道の名君だったと言われている。

## 生涯
寛永18年（1641年）、江戸で本多忠義の四男として誕生した。
寛文2年（1662年）11月25日、陸奥白河藩主である長兄の忠平から2500石を分与された。寛文4年（1664年）に三兄である陸奥浅川藩（1万石）の初代藩主・忠以の死去により、その跡を継いだ。同年12月28日、従五位下・弾正少弼に叙位・任官される。
天和元年（1681年）に三河国伊保に移封され、元禄5年（1692年）に大番頭となる。元禄15年（1702年）に奏者番と寺社奉行を兼任する。宝永2年（1705年）には7000石を加増された。宝永7年（1710年）、遠江国相良へ移封された。
正徳5年（1715年）4月12日に死去した。享年75。長男の忠直は大和国郡山藩主となったため、忠直の長男である忠通が跡を継いだ。

## 系譜
父母
- 本多忠義（実父）
- 法光院 ー 森忠政の娘（実母）
- 本多忠以（養父）

子女
- 本多忠直（長男）

養子
- 本多忠通 ー 本多忠直の長男